# الغولف في دورة الألعاب العربية 1997
دورة الألعاب العربية الثامنة حدثت وقائعها في العاصمة اللبنانية بيروت سنة 1997 وذلك للفترة من 12 يوليو ولغاية 27 يوليو. 

## النتائج الكاملة
| Event  | ذهبية               | فضية                   | برونزية         |
| ------ | ------------------- | ---------------------- | --------------- |
| الفردي | عمر ابو العلا (مصر) | شيخ موسى الزين (لبنان) | رامي طاهر (مصر) |
| الفرق  | (مصر)               | (لبنان)                | (البحرين)       |